# علي العبد السلام
علي العبد السلام مولود في الأحساء، السعودية، هو لاعب كرة قدم سعودي يلعب كحارس مرمى لنادي الساحل.

## مسيرة اللاعب
لعب في نادي هجر ونادي الساحل.